# Liriomyza palauensis
Liriomyza palauensis är en tvåvingeart som beskrevs av Spencer 1963. Liriomyza palauensis ingår i släktet Liriomyza och familjen minerarflugor. Inga underarter finns listade i Catalogue of Life.